# Stendalbus

Ehemaliges Logo Stendalbus

Die stendalbus GmbH betreibt mit 40 Buslinien seit dem 1. August 2018 den öffentlichen Personennahverkehr im Landkreis Stendal. Bereits seit 2010 ist das Unternehmen als Dienstleister für die Regionalverkehr Westsachsen GmbH im Landkreis Stendal tätig gewesen.
Das Unternehmen ist eine 100%ige Tochtergesellschaft der Transdev Verkehr GmbH, mit der seit Dezember 2020 ein Beherrschungs- und Ergebnisabführungsvertrag besteht.

## Verkehrsgebiet
Das Kernverkehrsgebiet von stendalbus ist der Landkreis Stendal. Darüber hinaus werden auch Verbindungen in den angrenzenden Altmarkkreis Salzwedel und in den Landkreis Prignitz im benachbarten Bundesland Brandenburg angeboten.

## Tarife
Im Landkreis Stendal gilt ein Wabentarif. Er gilt auch für fahrplanmäßige, von Stendalbus durchgeführte Linienfahrten in andere Landkreise.
Im Dezember 2023 wurde bekannt, dass aufgrund zu hoher Kosten für den Landkreis Stendal das Deutschlandticket auf den Buslinien ab 2024 keine Gültigkeit mehr haben wird.
Am 20. Dezember 2023 wurde bekannt gegeben, dass der Landkreis Stendal die Finanzierung fortführt und das Deutschlandticket über den 31. Dezember 2023 weiterhin seine Gültigkeit behält.

## Linienübersicht
| Linie | Endpunkte                                                                          | Verlauf                                                                            |          |
| ----- | ---------------------------------------------------------------------------------- | ---------------------------------------------------------------------------------- | -------- |
| 900   | Stendal/Tangermünde ↔ Glöwen                                                       | Fischbeck – Schönhausen – Klietz – Havelberg                                       | PlusBus  |
| 901   | Stendal Hbf – Stadtsee – Berufsschulzentrum – Galgenberg – Altstadt – Hbf          | Stendal Hbf – Stadtsee – Berufsschulzentrum – Galgenberg – Altstadt – Hbf          | StadtBus |
| 902   | Stendal Hbf – Altstadt – Galgenberg – Berufsschulzentrum – Stadtsee – Hbf          | Stendal Hbf – Altstadt – Galgenberg – Berufsschulzentrum – Stadtsee – Hbf          | StadtBus |
| 903   | Stendal Hbf – Sperlingsberg – S-Bhf. Hochschule – Borstel – Winckelmannplatz – Hbf | Stendal Hbf – Sperlingsberg – S-Bhf. Hochschule – Borstel – Winckelmannplatz – Hbf | StadtBus |
| 904   | Stendal Hbf – Sperlingsberg – Pferdemärsche – Stadtmitte – Hbf                     | Stendal Hbf – Sperlingsberg – Pferdemärsche – Stadtmitte – Hbf                     | StadtBus |
| 905   | Stendal Hbf – Wahrburg – Röxe – Hanseallee – Altmark-Park – Hbf                    | Stendal Hbf – Wahrburg – Röxe – Hanseallee – Altmark-Park – Hbf                    | StadtBus |
| 906   | Stendal Hbf – Altmark-Park – Röxe – Wahrburg – Hbf                                 | Stendal Hbf – Altmark-Park – Röxe – Wahrburg – Hbf                                 | StadtBus |
| 910   | Stendal ↔ Havelberg                                                                | Tangermünde – Schönhausen – Klietz                                                 |          |
| 911   | Vehlgast ↔ Glöwen                                                                  | Kümmernitz – Havelberg – Nitzow                                                    |          |
| 913   | Havelberg ↔ Klietz                                                                 | Warnau – Kamern – Schollene – Nierow                                               |          |
| 914   | Tangermünde ↔ Sydow                                                                | Fischbeck – Kabelitz – Wust – Melkow                                               |          |
| 920   | Stendal ↔ Uchtdorf                                                                 | Tangermünde – Weißewarte – Tangerhütte                                             |          |
| 921   | Stendal ↔ Lüderitz                                                                 | Dahrenstedt – Welle – Gohre – Buchholz                                             |          |
| 922   | Tangerhütte ↔ Tangermünde                                                          | Schönwalde – Lüderitz – Demker                                                     |          |
| 923   | Tangerhütte ↔ Tangermünde                                                          | Kehnert – Bittkau – Schelldorf                                                     |          |
| 924   | Tangerhütte ↔ Lüderitz                                                             | Schernebeck – Ottersburg – Schleuß                                                 |          |
| 925   | Tangerhütte ↔ Uchtdorf                                                             | Mahlpfuhl                                                                          |          |
| 926   | Tangermünde ↔ Arneburg                                                             | Hämerten – Storkau – Billberge                                                     |          |
| 930   | Stendal ↔ Bismark                                                                  | Uenglingen – Schinne – Steinfeld – Kläden                                          |          |
| 931   | Börgitz ↔ Schäplitz                                                                | Vinzelberg – Klinke – Querstedt – Kläden                                           |          |
| 932   | Bismark ↔ Grävenitz                                                                | Hohenwulsch – Dobberkau – Friedrichsfleiß                                          |          |
| 933   | Hohenwulsch ↔ Meßdorf                                                              | Bismark – Büste                                                                    |          |
| 940   | Stendal ↔ Uchtspringe                                                              | Insel – Nahrstedt – Vinzelberg – Börgitz                                           |          |
| 941   | Stendal ↔ Schönfeld                                                                | Nahrstedt – Insel – Döbbelin – Möringen                                            |          |
| 950   | Seehausen ↔ Stendal                                                                | Polkern – Osterburg – Rochau – Peulingen                                           |          |
| 951   | Seehausen ↔ Losenrade                                                              | Ostorf – Beuster – Geestgottberg                                                   |          |
| 952   | Seehausen ↔ Groß Garz                                                              | Krüden – Scharpenhufe – Pollitz – Bömenzien                                        |          |
| 953   | Seehausen ↔ Gollensdorf                                                            | Osterburg – Lindenberg – Groß Garz                                                 |          |
| 954   | Seehausen ↔ Werben                                                                 | Herzfelde – Neukirchen – Wendemark                                                 |          |
| 955   | Seehausen ↔ Werben                                                                 | Falkenberg – Lichterfelde – Wendemark                                              |          |
| 956   | Seehausen ↔ Heiligenfelde                                                          | Drüsedau – Bretsch – Lückstedt – Kossebau                                          |          |
| 960   | Osterburg ↔ Kalbe (Milde)                                                          | Flessau – Meßdorf – Bismark – Berkau                                               |          |
| 961   | Osterburg ↔ Arendsee                                                               | Zedau – Rossau – Lückstedt – Kossebau                                              |          |
| 962   | Osterburg ↔ Kossebau                                                               | Polkau – Ballerstedt – Flessau – Gladigau                                          |          |
| 963   | Osterburg ↔ Seehausen                                                              | Krumke – Dequede – Losse – Drüsedau                                                |          |
| 964   | Osterburg ↔ Büttnershof                                                            | Dobbrun – Königsmark – Wasmerslage – Iden                                          |          |
| 965   | Osterburg ↔ Arneburg                                                               | Düsedau – Hindenburg – Küsel – Osterholz                                           |          |
| 966   | Goldbeck ↔ Räbel                                                                   | Petersmark – Busch – Giesenslage – Berge                                           |          |
| 970   | Stendal ↔ Arneburg                                                                 | Chausseehaus – Jarchau – Sanne – Dalchau                                           |          |
| 971   | Stendal ↔ Staffelde                                                                | Chausseehaus – Hassel – Wischer – Arneburg                                         |          |
| 972   | Stendal ↔ Osterburg                                                                | Jarchau – Baben – Goldbeck – Rochau                                                |          |
| 973   | Goldbeck ↔ Arneburg                                                                | Gethlingen – Hindenburg – Krusemark                                                |          |

### PlusBus
Die Linie 900 wurde zum PlusBus aufgewertet. Sie verkehrt zudem im Bahn-Bus-Landesnetz Sachsen-Anhalt und ist durch das Zeichen <O> Mein Takt erkennbar.